# Cantonul Cysoing
Cantonul Cysoing este un canton din arondismentul Rijsel, departamentul Nord, regiunea Nord-Pas-de-Calais, Franța.

## Comune
- Bachy
- Bourghelles
- Bouvines (Bovingen)
- Camphin-en-Pévèle
- Cappelle-en-Pévèle
- Cobrieux
- Cysoing (Sison) (reședință)
- Genech (Genst)
- Louvil
- Mouchin
- Péronne-en-Mélantois
- Sainghin-en-Mélantois (Singem)
- Templeuve
- Wannehain (Wanhem)